# 古座川町
古座川町（日语：／ Kozagawa chō */?）是位於日本和歌山縣南部的行政區劃，地處紀伊山地南部的山區間。由於紀伊半島地形的特點為山區直接緊鄰著海岸線，因此古座川町雖然位於山區，但境內最南端距離海岸僅有一公里的距離。轄內九成的區域為山林地，由於地處古座川流域的中上游，主要聚落也都位於古座川沿岸地勢較平緩的區域。
過去曾大量生產被稱為古座川材的木材，使古座川成為運送木材的管道。其中高池地區位於古座川的最下游位置，成為木材的集散地，曾經有大量木材加工產業。高池地區的市區也直接與串本町的古座地區的市區相連，也是古座川町轄內最大的聚落，人口數占了近全町一半。

## 人口
| 古座川町人口分布圖 |                                                 |  |
| 古座川町與日本全國年齡別人口分布比較圖 （2005年資料） | 古座川町的年齡、男女別人口分布圖 （2005年資料） |  |
| ■紫色是古座川町 ■綠色是全国 | ■藍色是男性 ■紅色是女性                         |  |
| 古座川町人口變化 \| 1970年 \| 6,078人 \| \| \| 1975年 \| 5,365人 \| \| \| 1980年 \| 5,030人 \| \| \| 1985年 \| 4,584人 \| \| \| 1990年 \| 4,193人 \| \| \| 1995年 \| 3,884人 \| \| \| 2000年 \| 3,726人 \| \| \| 2005年 \| 3,426人 \| \| \| 2010年 \| 3,103人 \| \| \| 2015年 \| 2,826人 \| \| \| 2020年 \| 2,480人 \| \| |                                                 |  |
| 資料來源：日本總務省統計中心提供之人口普查數據 |                                                 |  |
| 1970年 | 6,078人                                         |  |
| 1975年 | 5,365人                                         |  |
| 1980年 | 5,030人                                         |  |
| 1985年 | 4,584人                                         |  |
| 1990年 | 4,193人                                         |  |
| 1995年 | 3,884人                                         |  |
| 2000年 | 3,726人                                         |  |
| 2005年 | 3,426人                                         |  |
| 2010年 | 3,103人                                         |  |
| 2015年 | 2,826人                                         |  |
| 2020年 | 2,480人                                         |  |

## 歷史
在實施令制國之前屬於熊野國，令制國時代後才併入紀伊國，並劃入牟婁郡。
大部分區域在江戶時代後成為紀州藩紀州德川家的領地，19世紀末明治維新實施廢藩置縣屬於和歌山縣；1889年日本實施町村制，現在的古座川町轄區在當時分屬高池村、小川村、七川村、三尾川村、明神村共舞個行政區劃；位居古座川最下游的高池村因發展較為繁榮，在1900年升格為高池町，此後在1950年代的昭和大合併期間，這五個行政區劃在1956年合併為現在的古座川町。
在古座川町誕生之初，全町人口曾多達一萬人，但由於人口外移，目前人口已不足三千人。

### 變遷表
| 1889年4月1日 | 1889年 - 1912年             | 1912年 - 1944年             | 1945年 - 1954年             | 1955年 - 1989年              | 1989年 - 現在                | 現在                         |
| ------------ | --------------------------- | --------------------------- | --------------------------- | ---------------------------- | ---------------------------- | ---------------------------- |
| 高池村       | 1900年12月17日 改制為高池町 | 1900年12月17日 改制為高池町 | 1900年12月17日 改制為高池町 | 1956年3月31日 合併為古座川町 | 1956年3月31日 合併為古座川町 | 1956年3月31日 合併為古座川町 |
| 小川村       |                             |                             |                             | 1956年3月31日 合併為古座川町 | 1956年3月31日 合併為古座川町 | 1956年3月31日 合併為古座川町 |
| 七川村       |                             |                             |                             | 1956年3月31日 合併為古座川町 | 1956年3月31日 合併為古座川町 | 1956年3月31日 合併為古座川町 |
| 三尾川村     |                             |                             |                             | 1956年3月31日 合併為古座川町 | 1956年3月31日 合併為古座川町 | 1956年3月31日 合併為古座川町 |
| 明神村       |                             |                             |                             | 1956年3月31日 合併為古座川町 | 1956年3月31日 合併為古座川町 | 1956年3月31日 合併為古座川町 |

## 交通
由於和歌山縣南部的主要交通通道都是沿著海岸線所建，因此位於山區的古座川町內的地區必須經過國道371號、和歌山縣道38號周參見古座線、和歌山縣道43號那智勝浦古座川線到達海岸邊的串本町，再經由國道42號或是鐵路紀勢本線前往町外其他地區。
町內過去曾有熊野交通經營路線客運，但早在2000年代初期即停止經營古座川町內的路線，因此現在是由町營的古座川町鄉土巴士負責町內各地的客運運輸。

## 觀光資源
位於相瀨地區，古座川左岸的古座川的一枚岩為一個高約150公尺、長約800公尺的巨大岩石，由於在日本少有如此大規模的岩石，在1941年被日本政府列為自然紀念物。
在高池地區和歌山縣道227號田原古座線旁也有一高約60公尺的大型岩石由於受到風化侵蝕，產生像是被蟲啃食的穴痕，因此被稱為高池的蟲喰岩。
古座川支流小川在流經小川地區的河道由於向下侵蝕，產生多個壺穴並接連成被稱為瀧之拜的小型瀑布，在2010年被和歌山縣政府列為和歌山縣名勝及自然紀念物。
古座川町也分別在這三處景點旁設立道之驛－道之驛一枚岩、道之驛蟲喰岩、道之驛瀧之拜太郎。

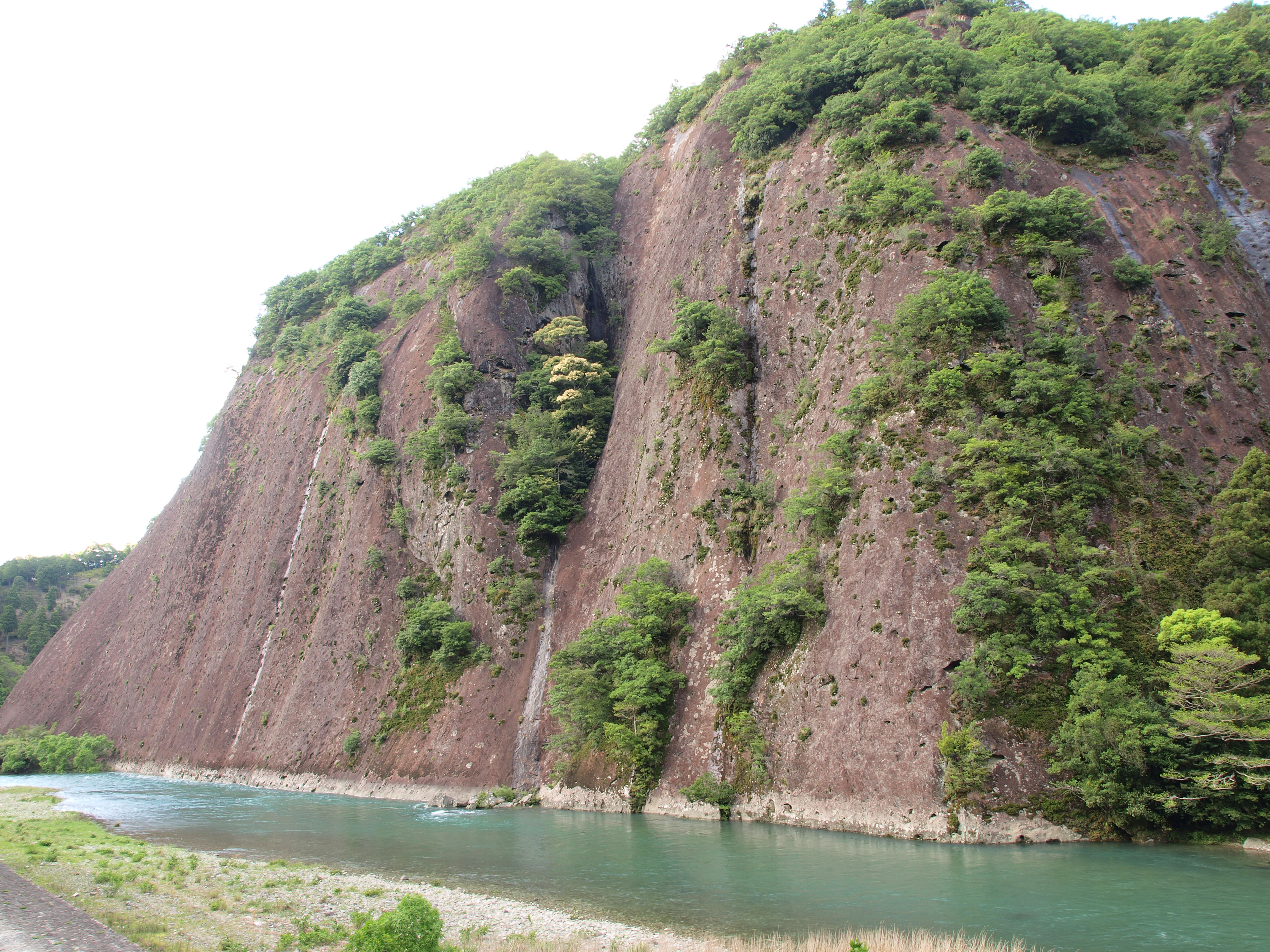
古座川的一枚岩
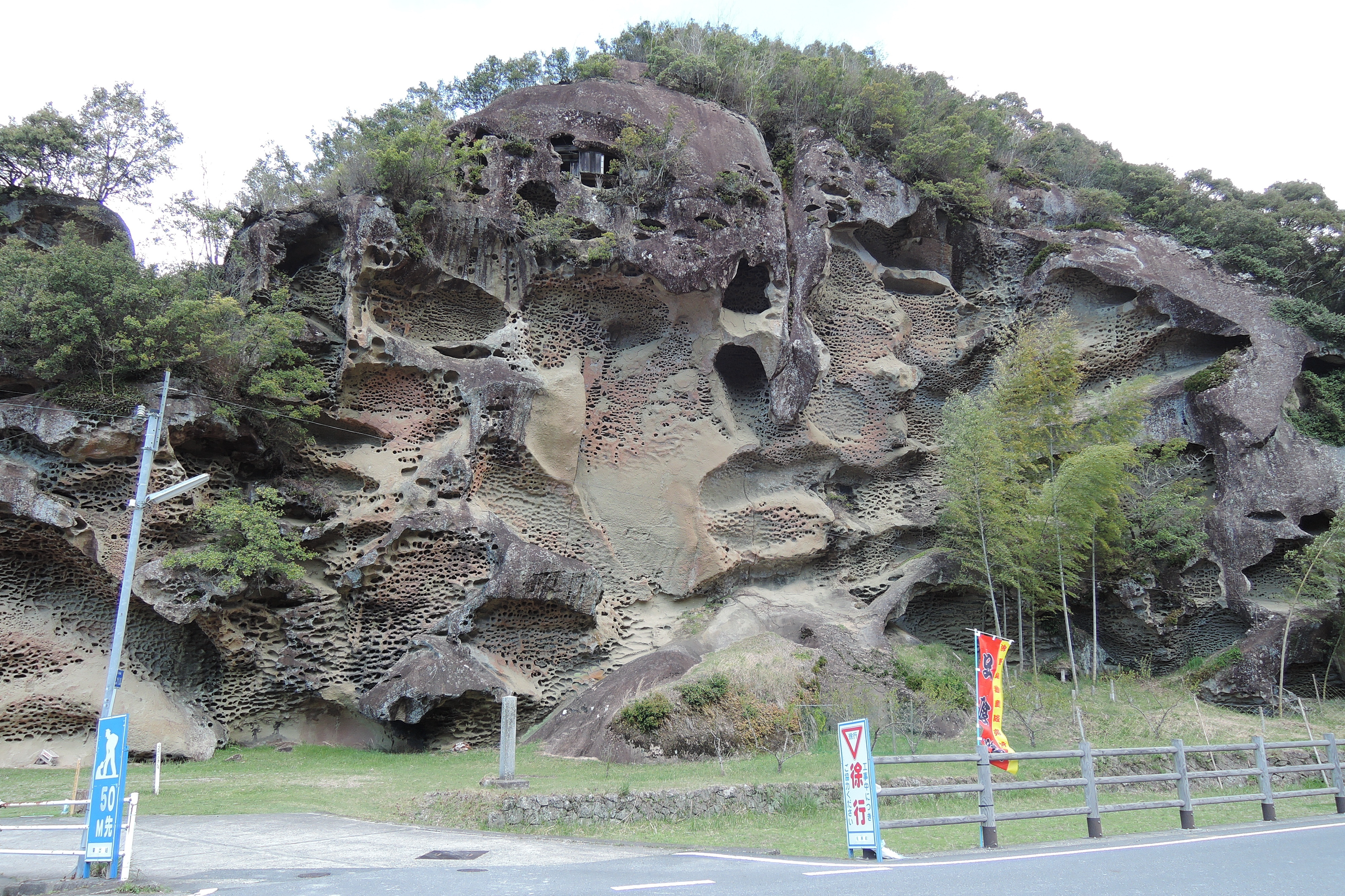
高池的蟲喰岩
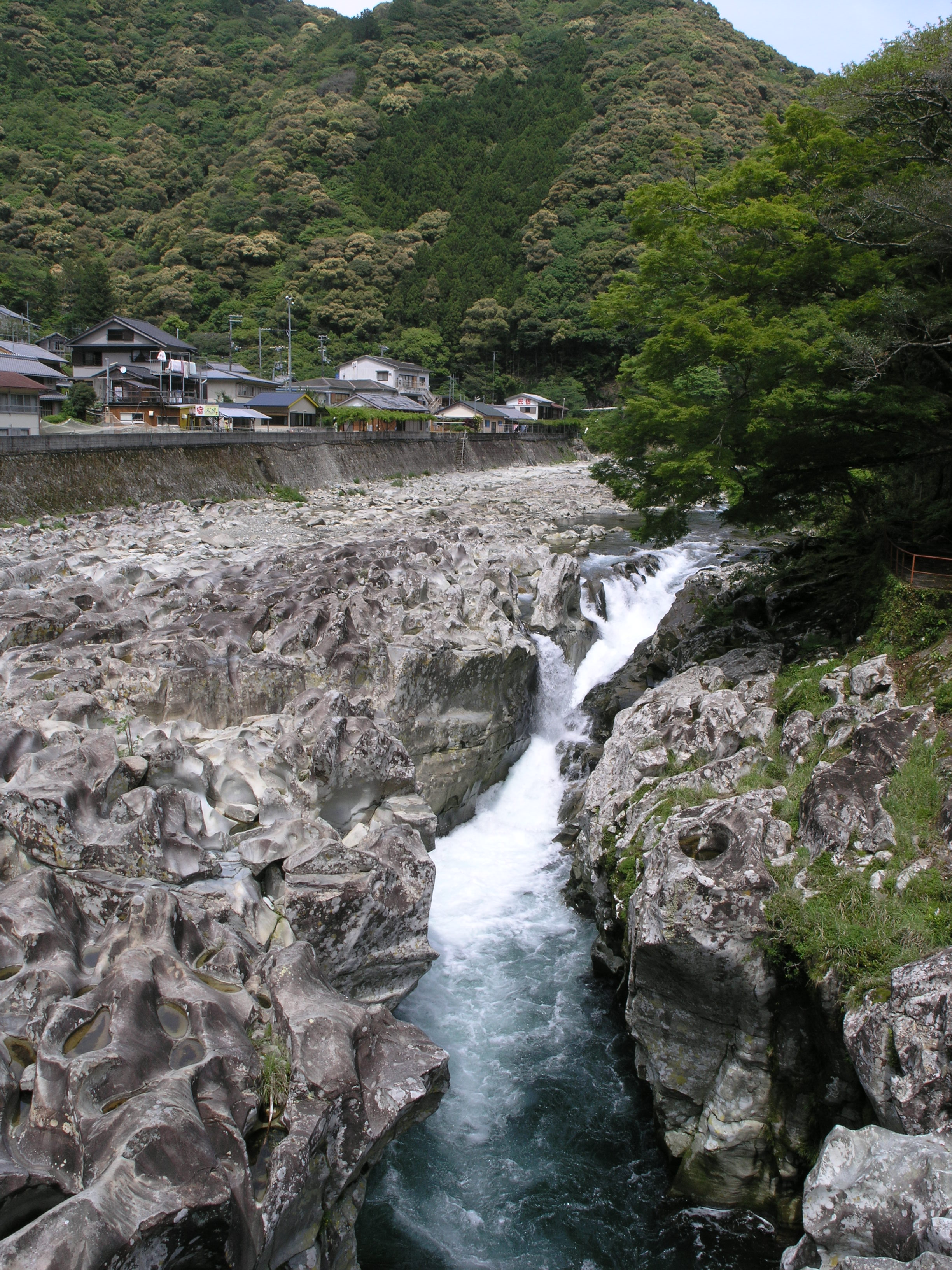
瀧之拜

## 教育
北海道大學北方生物圈田野科學中心在古座川町西北部有一座占地4.5平方公里的實驗林場－和歌山研究林，也是北海道大學在北海道外唯一的研究教學機關。

## 外部連結
- （日語） 古座川町觀光指引 （页面存档备份，存于）